# Амелія Блумер
Амелія Дженкс, у шлюбі Блумер (нар. 27 травня 1818 — пом. 30 грудня 1894) — американська редакторка та видавниця, феміністка й учасниця руху поміркованості. Попри те, що вона не брала участь у створенні стилю при реформі жіночого одягу, її ім'я асоціювалося з ними через активну підтримку з самого початку. Перша жінка, яка володіла, керувала та редагувала газету для жінок.

## Ранні роки
Амелія Дженкс народилася у 1818 році в Гомері, штат Нью-Йорк, у родині Ананіаса та Люсі (до шлюбу Вебб) Дженксів. Вона була однією з наймолодших дітей у великій сім'ї, маючи щонайменше 4 сестер і 2 братів. Походила з сім'ї зі скромним достатком і здобула лише кілька років формальної освіти в місцевій школі.
Після нетривалого періоду роботи шкільною вчителькою у віці 17 років вона вирішила переїхати та переїхала до своєї щойно одруженої сестри Ельвіри, яка тоді жила у Ватерлоо. За рік вона влаштувалась гувернанткою з проживанням для трьох наймолодших дітей у родину Орена Чемберлена у Сенека-Фоллс.
15 квітня 1840, у 22 років, вона одружилася зі студентом права Декстером Блумером, який спонукав її писати для його нью-йоркської газети «Сенека-Фоллс канті каріер». Чоловік підтримував її активізм; він навіть перестав вживати алкоголь у межах руху за поміркованість.
Свої ранні роки вона провела в окрузі Кортленд, Нью-Йорк. Блумер з сім'єю переїхала до Айови у 1852 році.

## Громадська активність

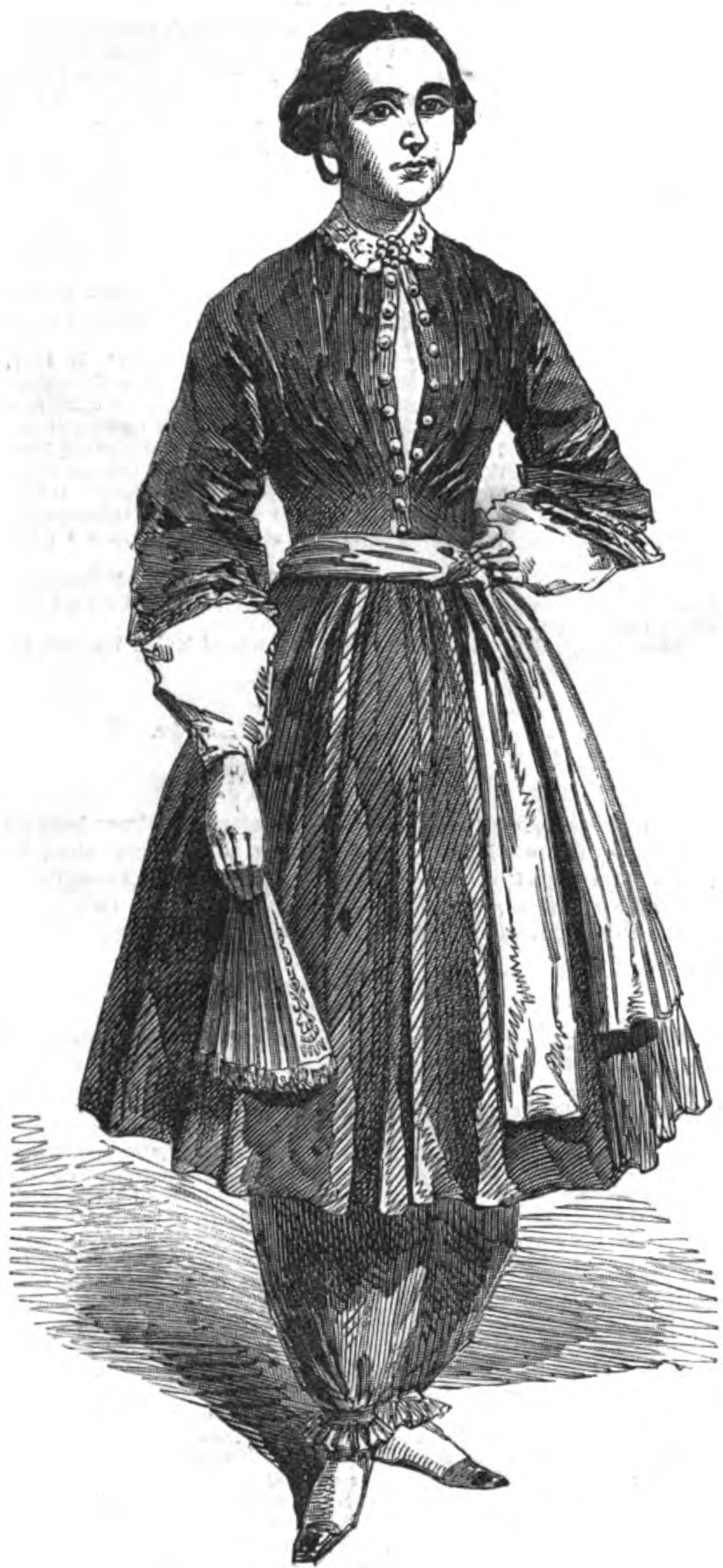
Зображення Амелії Блумер у знаменитому костюмі «блумер», названому на її честь (туніка + панталони).

У 1848 році Амелія Блумер відвідала Конференцію в Сенека-Фоллс, першу конференцію, присвячену правам жінок, хоча вона не підписала Декларацію переконань і подальші резолюції через її глибокий зв'язок з єпископальною церквою. Ця зустріч надихнула її на створення газети.
Наступного року вона почала редагувати першу жіночу газету «Лілі». Газета, яка виходила раз на два тижні з 1849 до 1853 рік, спочатку була виданням про поміркованість, але з часом у ній з'явилися рецепти, моралізаторські трактати, особливо під впливом суфражисток Елізабет Кеді Стентон і Сьюзен Ентоні. Блумер вважала, що оскільки лекторок-жінок вважали непристойними, найкращий спосіб для жінок брати участь у реформах — писати. Спочатку «Лілі» призначалася для «домашнього розповсюдження» серед членкинь Товариства поміркованості жінок Сенека-Фоллс, створеного у 1848 році, та з часом наклад становив понад 4000 примірників. На початку газета зіткнулася з кількома перешкодами, і ентузіазм товариства згас. Блумер відчула зобов'язання взяти на себе повну відповідальність за редагування та випуск газети. Спочатку на титульній сторінці зазначалося «Опубліковано комітетом жінок». Але після 1850 року у мастгеді зазначалася лише ім'я Блумер. Ця газета стала зразком для пізніших періодичних видань, присвячених виборчому праву жінок.
Про свій досвід як першої жінки, яка володіла, керувала та редагувала новинну машину для жінок, Блумер сказала:
Це був необхідний інструмент для розповсюдження нового Євангелія для жінок, і я не могла стриматися, щоб не продовжити почату мною роботу. Я не бачила кінця з самого початку та мріяла побачити, куди приведуть  мої пропозиції суспільству.
У своїх публікаціях Блумер пропагувала зміну стандартів жіночого одягу, які б стали менш обмежувальними у повсякденному житті.
Костюм жінки має відповідати її бажанням і потребам. Він має сприяти її здоров'ю, комфорту та користі та не прикрашати її - ця мета має стати другорядною.

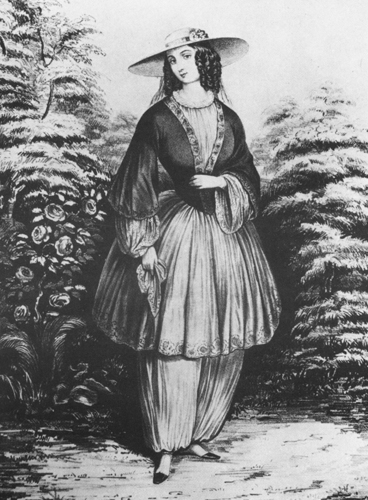
Костюм «блумер»

У 1851 році активістка поміркованості з Нової Англії Елізабет Сміт Міллер (також відома як Ліббі Міллер) прийняла те, що вважала більш раціональним: вільні штани, зібрані на щиколотках, такі носили на Близькому Сході та в Центральній Азії, зверху коротка сукня або спідниця з жилетом. Міллер показала новий одяг Стентон, двоюрідній сестрі, яка підтримала ідею. У цьому одязі Стентон навідала Блумер, яка почала носити костюм і з ентузіазмом рекламувати його у своїй газеті. Статті про тенденції в одязі були підібрані «Нью-Йорк тріб'юн». Все більше жінок носили модний костюм, який одразу охрестили «костюм Блумер» або «панталони».
Також у 1851 році Блумер познайомилася з суфражистками Елізабет Кеді Стентон і Сьюзен Ентоні.
У 1854 році, коли Блумер та її чоловік вирішили переїхати до Кансіл-Блаффс, штат Айова, Блумер продала «Лілі» Мері Бердсолл у Річмонді, штат Індіана. Бердсолл і доктор Мері Томас підтримували випуск щонайменше до 1859 року.
Блумер залишалася піонеркою виборчого права та авторкою протягом усього життя, пишучи для багатьох періодичних видань. Попри те, що Блумер була не такою відомою, як деякі інші феміністки, вона зробила значний внесок у жіночий рух — зокрема у реформу одягу. Блумер також вела кампанії за виборче право в Небрасці й Айові, була президентом Жіночої асоціації виборців штату Айова з 1871 до 1873 рік.

## Смерть
Вона померла у 1894 році у віці 76 років і похована на цвинтарі Ферв'ю, Каунсіл-Блаффс, штат Айова.

## Вшанування

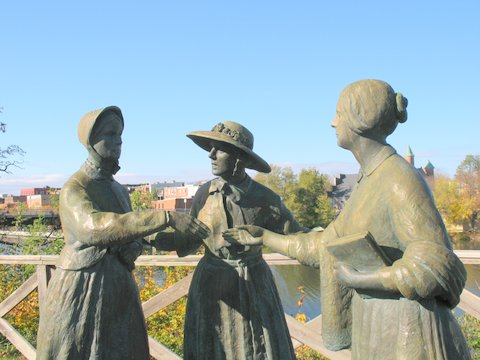
Статуя «Коли Ентоні зустріла Стентон», увічнює зустріч Елізабет Кеді Стентон, Сьюзен Ентоні та Амелії Блумер у Сенека-Фоллс, Нью-Йорк, 1851

У 1975 році включена до Жіночої зали слави Айови. У 1980 році її будинок у Сенека-Фоллс, штат Нью-Йорк, відомий як Будинок Амелії Блумер, був занесений до Національного реєстру історичних місць США. У 1995 році її ввели до Національної зали слави жінок. У 1999 році відкрили скульптуру Теда Ауба в пам'ять 12 травня 1851 року, коли Блумер познайомила Сьюзен Ентоні з Елізабет Кеді Стентон. Ця бронзова скульптура «Коли Ентоні зустріла Стентон» складається з трьох жінок у натуральну величину і розташована над озером Ван-Кліф у Сенека-Фоллс, де відбулося знайомство.
З 2002 до 2020 рік Американська бібліотечна асоціація щорічно складала список нових книг імені Амелії Блумер зі значним феміністичним вмістом для юної аудиторії. Однак з 2020 року проєкт змінив назву, пояснивши: "Проєкт просуває якісну феміністичну літературу для юних читачів із 2002 року у межах цільової групи з фемінізму та Круглого столу із соціальної відповідальності [обидва з Американської бібліотечної асоціації]. [У 2020 році] комітету стало відомо, що, хоча Амелія Блумер була видавчинею, вона відмовилася виступати проти Закону про втікачів-рабів 1850 року (Сіммонс). Тому бібліотекарі та бібліотеки повинні працювати над виправленням соціальних проблем і нерівності, приділяючи особливу увагу інтерсекційності, фемінізму та свідомому антирасизму. У підсумку комітет одностайно підтримав зміну назви. «„Rise: A Feminist Book Project for Ages 0-18“ показує різноманіття та інклюзивність, до яких прагне фемінізм у цілому — і цей проєкт зокрема».

## Канонізація
Її пам'ять разом з Елізабет Кеді Стентон, Сожурне Трус і Гаррієт Росс Табмен у календарі святих Єпископальної церкви вшановується 20 липня.

## Виноски
1. ↑  Посилаючись на "Simmons, L. (2016, September 23). Петиція Амелії Блумер відносно виборчого права на Заході. Національний архів. Retrieved from .